# Andrea Stramaccioni
Andrea Stramaccioni (* 9. ledna 1976, Řím) je italský fotbalista a trenér, od léta 2021 vede katarský Al-Gharafa SC. Od léta 2017 do 6. března 2018 trénoval pražskou Spartu.
Fotbalový trenér se zkušenostmi z juniorek týmů AS Řím a Inter Milán se k trénování A-týmu Interu dostal v březnu 2012, kdy nahradil odvolaného Claudia Ranieriho.

## Hráčská kariéra
Stramaccioniho kariéra byla ukončena velmi vážným zraněním kolena. V seniorském fotbale neodehrál jediný zápas.

## Trenérská kariéra

### AS Řím (mládež)
V roce 2005 se Stramaccioni připojil ke koučům juniorských týmů AS Řím. S juniorkami získal 2 tituly – Giovanissimi Nazionali v roce 2007 a Allievi Nazionali v roce 2010.
9. března 2009 obdržel licenci UEFA A, která mu umožňovala trénovat tým v Serii C (3. italská liga), nebo být asistentem trenéra u týmů Serie A a Serie B. Ve stejný den obdržel licenci UEFA A i Roberto Samaden, ředitel juniorských týmů Interu Milán. Samaden se s Stramaccionim setkal na trenérském kurzu a nabídl mu práci v Interu.

### Inter Milán (mládež)
Po odchodu Fulvia Pea, který z juniorky Interu odešel v roce 2011 do Sassuola, kde se stal hlavním trenérem, Samaden kontaktoval Stramaccioniho, který práci přijal. Inter Primavera byl první ve skupině B v 1. italské juniorské lize s 13 výhrami, 4 remízami a 4 prohrami. Stramaccioni vedl tým do finále série NextGen, kam se dostali po vyřazení portugalského Sportingu a francouzského Olympique de Marseille. Finále se hrálo proti nizozemskému Ajaxu. Po skončení hrací doby byl výsledek 1:1 a Inter vyhrál penaltový rozstřel 5:3.

### Inter Milán
26. března 2012 byl odvolán hlavní trenér Interu Claudio Ranieri. Jako trenér juniorky byl Stramaccioni prvním adeptem na trénování A-týmu. Nakonec místo dostal a asistentem byl jmenován Giuseppe Baresi. Inter dovedl k 6. místu v lize včetně vítězství nad městským rivalem AC Milán.
UEFA povolila Stramaccionimu trénovat i bez potřebné licence UEFA Pro, kterou získal až v červnu 2013.
Po 14 měsících, po krachu v evropských pohárech a 9. místu v lize, byl Stramaccioni vyhozen a nahrazen Walterem Mazzarrim.

### Udinese Calcio
4. června 2014 byl jmenován trenérem Udinese. Po roce mu vypršela smlouva a byl propuštěn. Udinese skončilo na 16. místě tabulky

### Panathinaikos FC
8. listopadu 2015 Stramaccioni podepsal 1,5letý kontrakt s řeckým Panathinaikosem.
Začátek sezony 2016/17 nedopadl vůbec dobře. Panathinaikos v Evropské lize uhrál v 6 zápasech pouhý 1 bod a byl vyřazen. Stramaccioni se s prezidentem týmu domluvil na zkrácení kontraktu do prosince 2016, kdy byl nahrazen Marinem Ouzounidisem.

### AC Sparta Praha
V květnu roku 2017 podepsal trenérskou smlouvu na dva roky v týmu AC Sparta Praha, která byla předčasně ukončena 6. března 2018. Důvodem byly neuspokojivé výsledky klubu pod jeho vedením.

### Esteghlal FC
V červnu 2019 podepsal dvouletou smlouvu s íránským Esteghlalem. Stramaccioni v klubu skončil v prosinci 2019, přestože byl s Esteghlalem na prvním místě ligové tabulky. Důvodem jeho konce bylo údajné neplnění finanční stránky. Mezi fanoušky íránského celku Stramaccioniho konec vyvolal velkou vlnu nevole, dožadují se dokonce odvolání klubového vedení včetně prezidenta klubu.

### Al-Gharafa SC
V červenci 2021 se stal trenérem katarského Al-Gharafa SC.